# Marcella Sabbatini
Marcella Sabbatini (Roma, 13 novembre 1914 – Roma, 5 agosto 2001) è stata un'attrice italiana.

## Biografia
Marcella Sabbatini nacque il 13 novembre 1914 da una famiglia di attori di rivista e di operetta. Esordì al cinema nel 1919, ancora bambina, in un film della Celio. Oltre che nelle numerose pellicole, è ritratta, da sola e con l'attrice Pina Menichelli, in una serie di cartoline con foto pubblicitarie

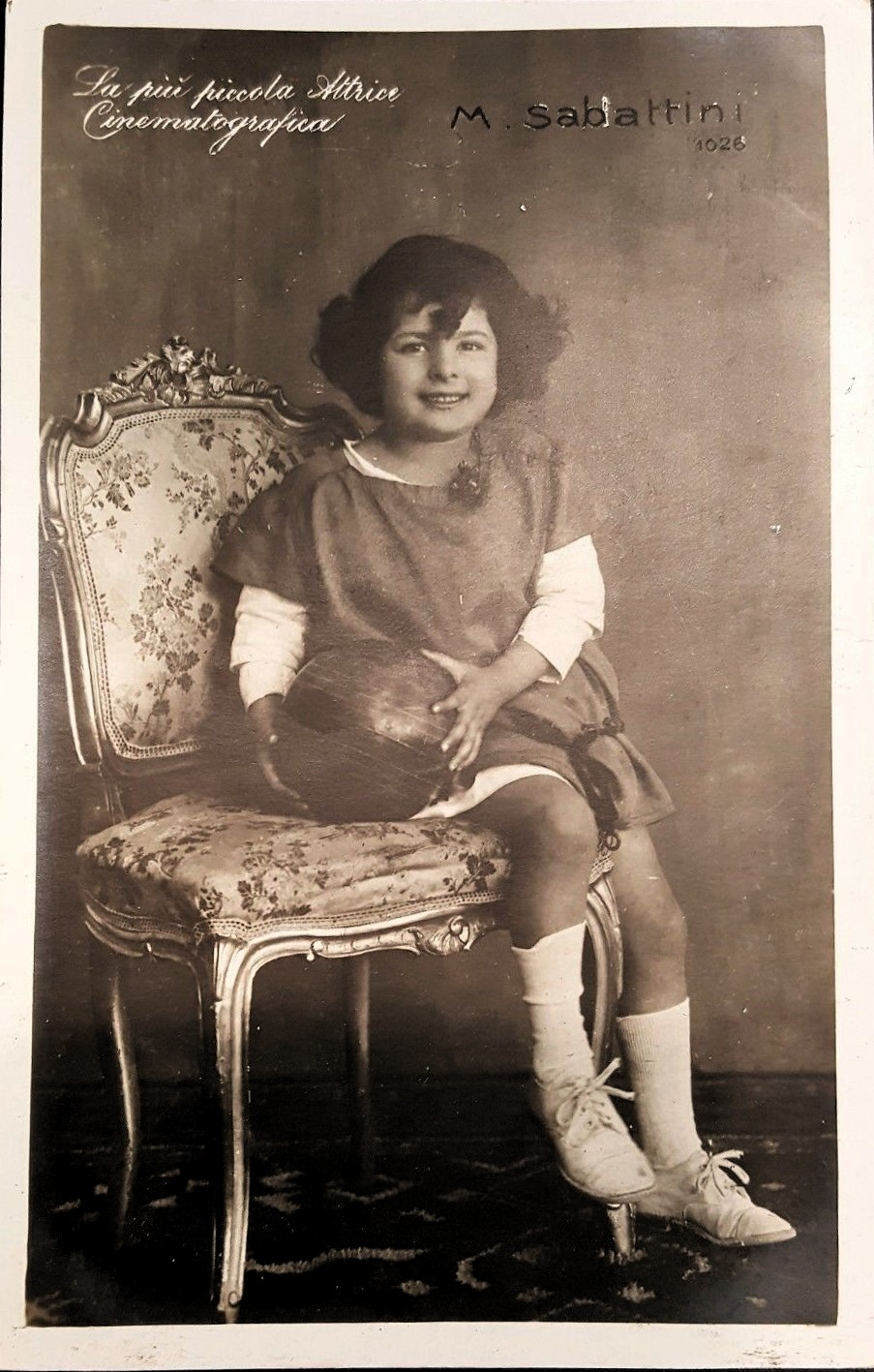

La sua carriera decollò e tra il 1919 e il 1926 divenne una celebre attrice bambina del cinema muto italiano, con oltre 30 pellicole e uno status da piccola diva. Con Ettore Casarotti, il duo Arnold e Patata (Aldo Mezzanotte), Franco Cappelli e Mimmo Palermi, faceva parte di una nuova generazione di attori bambini italiani affermatasi in quegli anni, prima che la crisi della produzione cinematografica italiana, con il fallimento dell'U.C.I., interrompesse le loro carriere.
Nel 1921 Mario Bonnard la scritturò per il ruolo principale in una riedizione del film L'amor mio non muore, di cui era stato protagonista nel 1913. Il cast fu interamente composto da attori bambini sotto la direzione di Wladimiro Apolloni. Oltre che con lo stesso Bonnard, la piccola attrice lavorò più volte anche con altri registi come Herbert Brenone Carmine Gallone. 
Nel 1926 Washington Borg le affidò il ruolo principale nel film Mi chiamano Mimì, per il quale ebbe un buon apprezzamento della critica. Il suo ultimo film fu Perché no? diretto nel 1930 da Amleto Palermi, il primo delle pellicole realizzate dalla casa statunitense Paramount per il cinema italiano: una pellicola sonora girata negli stabilimenti di Joinville in Francia. 
Abbandonato il mondo dello spettacolo, Marcella si ritirò a vita privata. Sposò Alfredo Tentoni, musicista nato in una famiglia di musicisti, con il quale ebbe due figli, Fabrizio (1938) e Piero (1942).

## Filmografia
- Germana, regia di Mario Bonnard (1919)
- Per un figlio, regia di Mario Bonnard (1920)
- La fiaccola umana, regia di Francesco Rocco di Santamaria (1920)
- Papà Lebonnard, regia di Mario Bonnard (1920)
- Raffica sulla felicità, regia di Camillo De Riso (1920)
- Principessa Misteriosa, regia di Herbert Brenon (1920)
- Liberazione, regia di Jacques Creusy (1920)
- La ferita, regia di Roberto Roberti (1920)
- I dannati, regia di Jacques Creusy (1921)
- Il colchico e la rosa, regia di Herbert Brenon (1921)
- Beatrice, regia di Herbert Brenon (1921)
- La figlia della tempesta, regia di Carmine Gallone e Giorgio Mannini (1921)
- L'amor mio non muore, regia di Wladimiro Apolloni (1921)
- La valse ardente, regia di Torello Rolli (1921)
- All'ombra di un trono, regia di Carmine Gallone (1921)
- Il dubbio, regia di Edoardo Bencivenga (1921)
- Le due madri, regia di Torello Rolli (1922)
- La casa sotto la neve, regia di Gennaro Righelli (1922)
- La donna e l'uomo, regia di Amleto Palermi (1923)
- La maschera che ride, regia di Mario Bonnard e Giuseppe Forti (1923)
- Le vie del mare, regia di Torello Rolli (1923)
- Il trittico, regia di Mario Bonnard (1923)
- Ultimo sogno, regia di Roberto Roberti (1924)
- La via del dolore, regia di Guglielmo Zorzi (1924)
- Quo vadis?, regia di Gabriellino D'Annunzio e Georg Jacoby (1924)
- Maremma, regia di Salvatore Aversano (1924)
- Il focolare spento, regia di Augusto Genina (1925)
- La cavalcata ardente, regia di Carmine Gallone (1925)
- Fra Diavolo, regia di Mario Gargiulo e Roberto Roberti (1925)
- La bocca chiusa, regia di Guglielmo Zorzi (1925)
- Mi chiamano Mimi, regia di Washington Borg (1926)
- Perché no?, regia di Amleto Palermi (1930)